# Znameanske, Ciornomorske
Znameanske (în ucraineană Знам'янське) este un sat în comuna Okunivka din raionul Ciornomorske, Republica Autonomă Crimeea, Ucraina.

## Demografie
Componența lingvistică a localității Znameanske
     Rusă (46,29%)
     Ucraineană (37,12%)
     Tătară crimeeană (15,72%)
     Alte limbi (0,44%)
Conform recensământului din 2001, nu exista o limbă vorbită de majoritatea populației, aceasta fiind compusă din vorbitori de rusă (46,29%), ucraineană (37,12%) și tătară crimeeană (15,72%).